# 阿蘇爾山國家公園

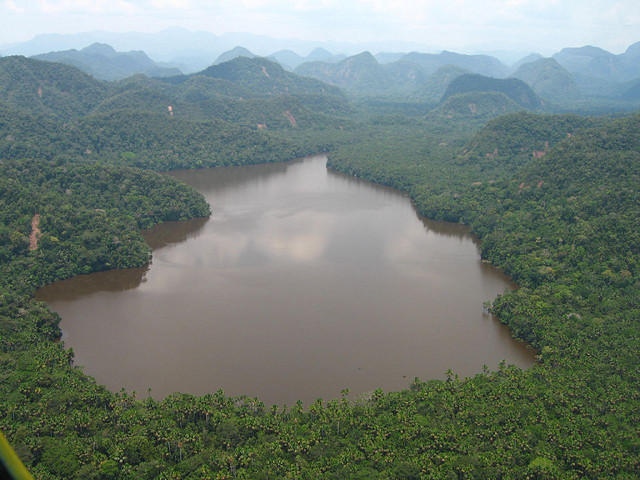

阿蘇爾山國家公園是秘魯的國家公園，位於該國中部瓦亞加河和烏卡亞利河之間，由聖馬丁大區負責管轄，面積13,532平方公里，始建於2001年5月21日。